# Teleskop Hobby’ego-Eberly’ego
Teleskop Hobby’ego-Eberly’ego, HET (od ang. Hobby-Eberly Telescope) – czwarty na świecie pod względem średnicy lustra głównego teleskop optyczny (apertura efektywna 9,2 metra). Został nazwany na cześć Williama Hobby'ego i Roberta Eberly'ego, którzy wnieśli duży wkład w budowę teleskopu.

## Lokalizacja
HET znajduje się w Obserwatorium McDonalda, nieopodal miejscowości Fort Davis w Teksasie, na górze Mount Fowlkes na wysokości 2026 metrów nad poziomem morza.

## Budowa
Teleskop powstał przy współpracy Uniwersytetu Teksańskiego w Austin, Uniwersytetu Pensylwanii, Uniwersytetu Stanforda, Uniwersytetu Ludwika i Maksymiliana w Monachium i Uniwersytetu w Getyndze. Został zaprojektowany tak, by zbierać jak największą ilość światła, w szczególności na potrzeby spektroskopii, przy jak najniższym koszcie budowy. Koszt ten wyniósł, bez instrumentów pomiarowych, około 13,5 miliona dolarów, co stanowi około 15–20% ceny innych teleskopów tej klasy.
Ceremonia rozpoczęcia budowy miała miejsce w marcu 1994 roku. Nad budową czuwało Centrum Marshalla, jeden z ośrodków NASA. „Pierwsze światło” (pierwsze zdjęcie wykonane przez teleskop) uzyskano 10 grudnia 1996. Regularne obserwacje naukowe teleskop rozpoczął w październiku 1999 roku.
Zbudowany w RPA Wielki Teleskop Południowoafrykański (SALT) jest kopią teleskopu Hobby’ego-Eberly’ego.

## Optyka teleskopu

Porównanie wielkości i budowy zwierciadeł największych obecnych i planowanych teleskopów.

Główne lustro teleskopu składa się z 91 sześciokątnych elementów. Położenie każdego z nich może być zmieniane za pomocą trzech silników, dzięki czemu można kompensować skutki przesunięć i zmian rozmiaru elementów powstałe wskutek wahań temperatury. Masa głównego lustra wynosi około 13 ton, jego powierzchnia 77,6 metra kwadratowego, a ogniskowa 13,08 metra. Promień krzywizny lustra to 26,164 metra.
Teleskop może obserwować obiekty o deklinacjach od -10°20' do 71°40', co stanowi około 70% powierzchni nieba widocznej z Obserwatorium McDonalda.

## Instrumenty
W teleskopie zainstalowano 3 spektrografy: LRS, MRS i HRS. Pierwszy z nich, Low Resolution Spectrograph (spektrograf o niskiej rozdzielczości), jest umieszczony w ognisku, pozostałe dwa (kolejno Medium i High Resolution Spectrograph – spektrografy o średniej i wysokiej rozdzielczości) znajdują się w klimatyzowanych podziemiach, a światło jest do nich doprowadzane przy użyciu światłowodu.

## Zastosowanie
Znaczne rozmiary teleskopu pozwalają zobaczyć i zbadać widmo nawet bardzo słabych obiektów. HET jest używany między innymi do poszukiwania planet pozasłonecznych metodą prędkości radialnych. Pierwszą odkrytą przy użyciu HET planetą była HD 37605 b. Do odkryć w tej dziedzinie należy też między innymi HD 155358 b. Dzięki badaniom spektrograficznym przy użyciu HET wyznaczono również wiek najstarszej znanej wówczas gwiazdy – HE 1523-0901.
Teleskop ten był wykorzystany przy odkryciach planet pozasłonecznych HD 17092 b oraz HD 102272 b przez zespół polskich astronomów. Z teleskopu korzysta między innymi również poszukująca supernowych, nowych i nowych karłowatych grupa Texas Supernova Search. W 2011 astronomowie korzystający z tego teleskopu potwierdzili istnienie planet Kepler-15b i Kepler-17b.